# Раев, Василий Егорович
Васи́лий Его́рович Ра́ев (1807[…], Волок, Холмский уезд — 1870[…], Москва) — русский живописец, иконописец и художник-мозаичист, представитель романтического академизма, один из наиболее известных выпускников арзамасской школы; пейзажист и портретист, автор подробных воспоминаний. Академик Императорской Академии художеств (с 1851).

## Биография
Родился в 1807 году в Холмском уезде Псковской губернии. Был крепостным человеком Кушелева, которым впоследствии отпущен на волю.
Художественное образование начал в арзамасской школе Александра Ступина. Затем учился в Императорской Академии художеств у  Михаила Иванова.
В 1837 году ездил на Кавказ и на Нижнетагильские заводы; из путешествия привёз рисунки местностей Урала и Алтая. В 1839 году получил от академии 1-ю серебряную медаль, в 1840 году — звание неклассного художника. В 1842 году был отправлен за границу в качестве пенсионера Академии. В Риме, сверх занятий живописью, изучал (1847—1848) мозаичное производство. Был вынужден вернуться в Россию в 1849 году из-за политической ситуации в Италии. В 1851 году был признан академиком пейзажной живописи за две работы «Вид Рима». Два года служил в Санкт-Петербургском мозаичном заведении. В 1854 году снова поехал за границу. В последние годы своей жизни занимался живописью в византийском стиле, в котором расписал молельную комнату в доме Солдатёнкова.
Был талантливым педагогом; в числе его учеников: Иван Айвазовский, Алексей Боголюбов и другие.
Из картин Раева наиболее известны: «Вид на Рим с Монте-Марио» (1845), «Видение блаженного Алипия, иконописца Печорского» (1848), «Римский вид вечером».

## Некоторые работы
- Александровская колонна во время грозы (1834)
- Портрет И. А. Балашова[8][9] (ок. 1837)
- Портрет В. А. Перовского (ок. 1837)
- Демидовские рабочие (1837)
- Итальянский пейзаж в окрестностях Рима (1844)
- Вид на Рим с Монте-Марио (1845)
- Видение блаженного Алипия, иконописца Печорского (1848)
- Итальянский пейзаж (1849)
- Вид Рима с горы Марио (1853)
- Вид Рима (1854)
- Сады в Риме (1854)
- Останкино при утреннем освещении (1855)
- Вид от дуба Торквато Тассо на Транстевере в Риме (1866)

## Публикации текстов
- Раев В. Е. Воспоминания из моей жизни : [Мемуары русского художника] / В. Е. Раев; предисл., общ. ред. и примеч. М. М. Раковой. — М. : НИИ теории и истории изобразит. искусств, 1993. — 221 с. — Отрывок см. также: Филатов, 2002, с. 101–144. — 100 экз. — OCLC 498853018.